# (4772) Frankdrake
(4772) Frankdrake ist ein Asteroid des äußeren Hauptgürtels, der am 2. November 1989 vom japanischen Astronomen Tsutomu Hioki und dem japanischen Amateurastronomen Nobuhiro Kawasato am Observatorium in Okutama (IAU-Code 877) in der westlichen Präfektur Tokio entdeckt wurde. Sichtungen des Asteroiden hatte es vorher schon gegeben: am 19. August 1971 unter der vorläufigen Bezeichnung 1971 QD1 am Krim-Observatorium in Nautschnyj, im Februar 1980 (1980 DH) am Kleť-Observatorium bei Český Krumlov und am 4. April 1986 (1986 GL2) erneut am Krim-Observatorium in Nautschnyj.
Der mittlere Durchmesser des Asteroiden wurde mit 27,570 km (± 0,268) berechnet. Er hat mit einer Albedo von 0,040 (± 0,008) eine sehr dunkle Oberfläche.
Mittlere Sonnenentfernung (große Halbachse), Exzentrizität und Neigung der Bahnebene des Asteroiden entsprechen grob der Eos-Familie, einer Gruppe von Asteroiden, welche typischerweise große Halbachsen von 2,95 bis 3,1 AE aufweisen, nach innen begrenzt von der Kirkwoodlücke der 7:3-Resonanz mit Jupiter, sowie Bahnneigungen zwischen 8° und 12°. Die Gruppe ist nach dem Asteroiden (221) Eos benannt. Es wird vermutet, dass die Familie vor mehr als einer Milliarde Jahren durch eine Kollision entstanden ist.
(4772) Frankdrake wurde am 5. Januar 2015 nach dem US-amerikanischen Astronomen Frank Drake (1930–2022) benannt, dem Organisator der ersten SETI-Konferenz und Entwickler der Drake-Gleichung.